# São Martinho (Sintra)
A Freguesia de São Martinho é uma antiga freguesia portuguesa do Município de Sintra, a qual tinha 24,28 km² de área e 6 226 habitantes (2011), e, por isso, uma densidade populacional de 256,4 hab/km².
Em 6 de Dezembro de 2012 decidiu-se pela extinção da freguesia. Em 2013, no âmbito da reforma administrativa foi anexada às freguesias de Santa Maria e São Miguel e São Pedro de Penaferrim, criando-se a União de Freguesias de Sintra (Santa Maria e São Miguel, São Martinho e São Pedro de Penaferrim).
Tinha por orago São Martinho. A antiga freguesia tinha como sede o Centro Histórico ou a chamada "Vila Velha de Sintra", local onde se situavam as instalações da sua Junta.

## População
| População da freguesia de Sintra (São Martinho) | População da freguesia de Sintra (São Martinho) | População da freguesia de Sintra (São Martinho) | População da freguesia de Sintra (São Martinho) | População da freguesia de Sintra (São Martinho) | População da freguesia de Sintra (São Martinho) | População da freguesia de Sintra (São Martinho) | População da freguesia de Sintra (São Martinho) | População da freguesia de Sintra (São Martinho) | População da freguesia de Sintra (São Martinho) | População da freguesia de Sintra (São Martinho) | População da freguesia de Sintra (São Martinho) | População da freguesia de Sintra (São Martinho) | População da freguesia de Sintra (São Martinho) | População da freguesia de Sintra (São Martinho) |
| ----------------------------------------------- | ----------------------------------------------- | ----------------------------------------------- | ----------------------------------------------- | ----------------------------------------------- | ----------------------------------------------- | ----------------------------------------------- | ----------------------------------------------- | ----------------------------------------------- | ----------------------------------------------- | ----------------------------------------------- | ----------------------------------------------- | ----------------------------------------------- | ----------------------------------------------- | ----------------------------------------------- |
| 1864                                            | 1878                                            | 1890                                            | 1900                                            | 1911                                            | 1920                                            | 1930                                            | 1940                                            | 1950                                            | 1960                                            | 1970                                            | 1981                                            | 1991                                            | 2001                                            | 2011                                            |
| 1 757                                           | 1 959                                           | 1 578                                           | 2 272                                           | 2 574                                           | 2 990                                           | 3 368                                           | 3 730                                           | 3 678                                           | 4 234                                           | 4 578                                           | 5 471                                           | 5 102                                           | 5 907                                           | 6 226                                           |

## Património
- Capela de São Mamede de Janas
- Necrópole pré-histórica do vale de São Martinho
- Palácio Nacional de Sintra ou Palácio da Vila
- Antigo repuxo da Vila de Sintra ou Antigo repuxo manuelino da Vila de Sintra
- Quinta da Penha Verde ou Solar da Quinta da Penha Verde
- Palácio da Regaleira ou Quinta da Regaleira, incluindo o palácio, capela, torres, complexo subterrâneo, jardim e todos os elementos decorativos
- Palácio da Quinta do Relógio
- Convento dos Capuchos (Sintra)
- Palácio de Monserrate, mata e jardins
- Palácio de Seteais construções e terreiro vedado, jardins, terraços e Quinta
- Pelourinho de Sintra
- Quinta da Ribafria, e jardim, incluindo os elementos decorativos do conjunto

## Lugares
- Cabriz
- Carrascal
- Galamares
- Janas
- Morelinho
- Nafarros
- Pinhal do Tomado
- Quinta da Regaleira
- Ribeira de Sintra
- Seteais
- Tapada de Monserrate
- Tapada das Roças
- Tapada do Mouco
- Várzea de Sintra
- Vila Velha de Sintra